# Primera División de Voleibol Femenino del Perú
La Primera División de Voleibol Femenino del Perú, conocida como Liga Peruana de Vóley Femenino, por razones de patrocinio como Liga Peruana de Vóley Femenino Apuesta Total, o simplemente LPVF. Es el campeonato de la máxima categoría del voleibol femenino peruano y es organizado por la Federación Peruana de Voleibol.
Desde su fundación en 1965 el certamen se ha disputado en 54 ocasiones. El primer torneo fue ganado por Divino Maestro y el más reciente campeón es Alianza Lima que obtuvo su quinto título en 2025. El club que más títulos ha obtenido es Divino Maestro con 12 títulos, seguido por Deportivo Power y Regatas Lima con 11 y 9 títulos respectivamente.

## Historia

### Introducción del voleibol en el Perú
En 1911, la introducción del voleibol en Sudamérica se produce en el Perú, con la contratación por parte del gobierno del presidente Augusto Leguía a los educadores estadounidenses Joseph Lockey y Joseph McKnight, encargados de una reforma educativa en una época que predominaban el fútbol y el boxeo.
Además de en los colegios, el voleibol se hizo popular en los barrios y hubo partidos entre Lima, Callao y Balnearios. En casi todas las ciudades del país, su práctica se hizo popular entre las mujeres. Eran frecuentes las publicaciones en los diarios de la capital, especialmente “La Crónica”, “El Comercio” y “La Prensa”, sobre las actividades de las Ligas, especialmente de Lima y Balnearios, con partidos muy reñidos en la cancha del parque Buenos Aires de los Barrios Altos, así como del club José Gálvez de La Victoria. En Balnearios, el club Regatas Lima era el abanderado.
En 1933, se creó la Liga Femenina de Vóleibol, ahora denominada Liga Deportiva Distrital de Vóleibol de Lima. Es la predecesora y más antigua Liga de Vóley del Perú.
El 12 de mayo del 1942 se funda la Federación Peruana de Voleibol, para oficializar los torneos y participar en las competencias internacionales. El primer presidente elegido fue Marcial Ayaipoma Vidalón. Lo acompañaron en esa primera directiva Víctor Morón, vicepresidente, Raúl Valderrama, tesorero, Ofelia Treneman, secretaria, Aníbal Santibáñez y Antonio Delgado como vocales. Por razones de organización y representación, se realizaban campeonatos con poca concurrencia e interés.

### División Superior Nacional de Voleibol
Desde 1965 se realizaron los torneos oficiales de voleibol en el Perú bajo la denominación de la «División Superior Nacional de Voleibol».
La División Superior Nacional de Voleibol (DISUNVOL) fue creada inicialmente a nivel de Lima Metropolitana y refundada posteriormente a nivel nacional. El equipo campeón clasificaba al Campeonato Sudamericano de Clubes de Voleibol Femenino y se jugó hasta el 2001, cuando se desactivó por problemas políticos La categoría inferior de esta liga se denominaba «División Superior Regional de Voleibol» (DISURVOL), que agrupaba las ligas departamentales por el ascenso.
En esta etapa, destacaron el Divino Maestro con 11 títulos entre los años sesenta-setenta y el Deportivo Power con 10 títulos consecutivos en la década de los ochenta, la cual coincide con la época dorada de la Selección Peruana de Voleibol Femenino, que en estas décadas logró 12 títulos del Campeonato Sudamericano (de 1964 a 1993), el subcampeonato en el mundial de Perú 1982, la medalla de bronce en el mundial de Checoslovaquia 1986 y la medalla de plata en las Olimpiadas de Seúl 1988. También destaca el tricampeonato invicto obtenido por Alianza Lima, bajo la dirección técnica de Carlos Aparicio. Los títulos de 1991, 1992 y 1993 son recordados porque varias subcampeonas olímpicas vistieron la camiseta blanquiazul, entre ellas: Rosa García, Natalia Málaga, Gina Torrealva y Gabriela Pérez del Solar.

### Liga Nacional Superior de Voleibol
En el año 2002, la Federación Peruana de Voleibol es desafilada por la Federación Internacional de Voleibol por conflictos internos administrativos e intervención gubernamental, lo que provocó la exclusión de participaciones internacionales a nivel de selección y de clubes.
Tras ser afiliado nuevamente a la Federación Internacional de Voleibol, la Federación Peruana reactiva la liga en 2003 mediante el nombre de «Liga Nacional Superior de Voleibol del Perú».
Las primeras ediciones del torneo se caracterizaron por su escasa difusión y por disputarse en periodo máximo de tres meses. En 2005, Alianza Lima ingresó a la máxima división al ganar la región Lima de la DISURVOL. Para la temporada 2008 se estableció un nuevo formato de competencia de seis meses, además se firmó el convenio con Telefónica del Perú, ahora Movistar Perú, que fue el patrocinador principal de la LNSV durante toda esta etapa.
Desde la edición del 2009, debido al convenio entre la FPV y la Municipalidad de Miraflores, el Complejo Deportivo Manuel Bonilla fue la sede principal de los encuentros de la Liga Nacional de Voleibol en todas sus instancias. Otras sedes que recientemente han sido empleadas por la FPV son el Polideportivo del Callao (temporada 2019-20) y el Poilideportivo de Vila El Salvador (desde el 2020 hasta la actualidad).
Tras la abrupta cancelación de la LNSV 2019-20, en marzo de 2020, por la pandemia del Covid-19, la Federación Peruana de Voleibol organizó, entre noviembre y diciembre de 2020, la primera Copa Nacional de Voley (CNV) con la intención de darle ritmo de competencia a los clubes peruanos con miras a la reactivación de la LNSV en la temporada 2020-21. Participaron 6 de los 8 clubes que aún pertenecían a la LNSV: Alianza Lima, Regatas Lima, Géminis, Jaamsa, Rebaza Acosta y la USMP. Por su parte, Circolo Sportivo Italiano y Deportivo Alianza no pudieron participar, mientras que Sport Real y la Universidad César Vallejo decidieron abandonar la LNSV por temas económicos. Luego de un mes de competencia, el Deportivo Jaamsa se proclamó campeón de la Copa Nacional de Voley.
En esta etapa, destacaron el Regatas Lima y la Universidad San Martín de Porres por su diversos títulos además de notables participaciones en el Campeonato Sudamericano.

### Liga Peruana de Vóley
Desde la temporada 2025, el torneo se denomina «Liga Peruana de Vóley Femenino». El formato actual de competencia consta de tres etapas. En la primera, se enfrentan todos los equipos bajo el sistema de todos contra todos o Round Robin, los 4 últimos juegan entre sí por la permanencia en la categoría. En la segunda etapa se enfrentan los 8 equipos mejor ubicados en la primera, nuevamente en Round Robin. En la tercera etapa se arman llaves de eliminación directa de acuerdo a las ubicaciones de los clubes en la segunda etapa.

## Equipos

### Equipos participantes 2025
| Nombre                     | Ciudad | Entrenadores                   |
| -------------------------- | ------ | ------------------------------ |
| Regatas Lima               | Lima   | Horacio Bastit                 |
| Univ. San Martín de Porres | Lima   | Vinícius Gamino                |
| Alianza Lima               | Lima   | Paulo Milagres Facundo Morando |
| Géminis                    | Lima   | Rogério Portela                |
| Circolo Sportivo Italiano  | Lima   | Marcos Blanco                  |
| Universitario de Deportes  | Lima   | César Arrese                   |
| Rebaza Acosta              | Callao | Heinz Garro                    |
| Deportivo Soan             | Lima   | Alejandro Altamirano           |
| Olva Latino                | Lima   | Walter Lung                    |
| ACD Túpac Amaru            | Lima   | José Castillo Edwin Jiménez    |
| Deportivo Wanka            | Lima   | Carlos Rivero                  |
| Atlético Atenea            | Lima   | Lorena Góngora                 |

### Equipos por departamento
| Departamento | Equipos |
| ------------ | --- |
| Lima         | USMP Regatas Lima Alianza Lima Géminis CS Italiano Universitario Deportivo Soan Olva Latino ACD Túpac Amaru Deportivo Wanka Atlético Atenea |
| Callao       | Rebaza Acosta |

|  |

## Estadios
- Polideportivo Villa el Salvador. Capacidad: 6 100 espectadores. Propietario: Instituto Peruano del Deporte. Fue inaugurado en 2019 y se ubica en el distrito de Villa el Salvador en Lima. Es el estadio o coliseo principal de la liga desde 2021.
- Polideportivo del Callao. Capacidad: 6 100 espectadores. Propietario: Municipalidad de Bellavista. Fue inaugurado en 2019 y se ubica el distrito de Bellavista del Callao.  Fue el estadio o coliseo principal de la liga en la edición 2019-2020.

- Complejo Deportivo Niño Héroe Manuel Bonilla. Capacidad: 6 500 espectadores. Propietario: Municipalidad de Miraflores. Fue inaugurado en 1995 y se ubica el distrito de Miraflores de Lima. Fue el estadio o coliseo principal de la liga hasta 2019.

## Palmarés
Con 54 temporadas disputadas hasta la fecha, el palmarés muestra que Divino Maestro, con 12 títulos es el más ganador, por sobre el resto de sus más cercanos competidores, Deportivo Power y Regatas Lima con 11 y 9 títulos respectivamente. 
En términos generales, la gran mayoría de los campeonatos han sido obtenidos por clubes del departamento de Lima (53 títulos en total), de los cuales Alianza Lima y Univ. San Martín de Porres poseen 5 títulos cada uno, Géminis 3 títulos, Sipesa Juventus, ABC San Felipe y Circolo Sportivo Italiano poseen 2 títulos cada uno, y en una ocasión lo han hecho Bancoper y Deportivo JUCU.
Solo un club de provincias o departamentos ha logrado romper la hegemonía capitalina en una ocasión, el cual es: Univ. César Vallejo con 1 título de Trujillo, departamento de La Libertad.

### Títulos por año
| Año     | Campeón                                                                                      | Subcampeón                                                                                   |
| ------- | -------------------------------------------------------------------------------------------- | -------------------------------------------------------------------------------------------- |
| 1965    | Divino Maestro                                                                               | Desconocido                                                                                  |
| 1966    | Divino Maestro                                                                               | Desconocido                                                                                  |
| 1968    | Divino Maestro                                                                               | Desconocido                                                                                  |
| 1970    | Divino Maestro                                                                               | Desconocido                                                                                  |
| 1971    | Divino Maestro                                                                               | Desconocido                                                                                  |
| 1972    | Divino Maestro                                                                               | Desconocido                                                                                  |
| 1973    | Divino Maestro                                                                               | Desconocido                                                                                  |
| 1975    | Divino Maestro                                                                               | Deportivo JUCU                                                                               |
| 1976    | Divino Maestro                                                                               | Desconocido                                                                                  |
| 1977    | Divino Maestro                                                                               | Desconocido                                                                                  |
| 1978    | Divino Maestro                                                                               | Desconocido                                                                                  |
| 1979    | Deportivo JUCU                                                                               | Desconocido                                                                                  |
| 1980    | Deportivo Power                                                                              | Desconocido                                                                                  |
| 1981    | Deportivo Power                                                                              | Desconocido                                                                                  |
| 1982    | Deportivo Power                                                                              | Desconocido                                                                                  |
| 1983    | Deportivo Power                                                                              | Desconocido                                                                                  |
| 1984    | Deportivo Power                                                                              | Desconocido                                                                                  |
| 1985    | Deportivo Power                                                                              | Desconocido                                                                                  |
| 1986    | Deportivo Power                                                                              | Desconocido                                                                                  |
| 1987    | Deportivo Power                                                                              | Desconocido                                                                                  |
| 1988    | Deportivo Power                                                                              | Desconocido                                                                                  |
| 1989    | Deportivo Power                                                                              | Desconocido                                                                                  |
| 1990    | Deportivo Power                                                                              | Alianza Lima                                                                                 |
| 1991    | Alianza Lima                                                                                 | Regatas Lima                                                                                 |
| 1992    | Alianza Lima                                                                                 | Latino Amisa                                                                                 |
| 1993    | Alianza Lima                                                                                 | Bancoper                                                                                     |
| 1994    | Bancoper                                                                                     | Divino Maestro                                                                               |
| 1995    | Sipesa Juventus                                                                              | Bancoper                                                                                     |
| 1996-97 | Regatas Lima                                                                                 | Sipesa Juventus                                                                              |
| 1998-99 | Sipesa Juventus                                                                              | ABC San Felipe                                                                               |
| 2000    | ABC San Felipe                                                                               | Deportivo Wanka                                                                              |
| 2001    | ABC San Felipe                                                                               | Regatas Lima                                                                                 |
| 2002-03 | Regatas Lima                                                                                 | Deportivo Wanka                                                                              |
| 2003-04 | Circolo Sportivo Italiano                                                                    | Desconocido                                                                                  |
| 2005    | Regatas Lima                                                                                 | Géminis                                                                                      |
| 2005-06 | Regatas Lima                                                                                 | Géminis                                                                                      |
| 2006-07 | Regatas Lima                                                                                 | Latino Amisa                                                                                 |
| 2007-08 | Géminis                                                                                      | Regatas Lima                                                                                 |
| 2008    | Circolo Sportivo Italiano                                                                    | Géminis                                                                                      |
| 2009-10 | Géminis                                                                                      | Regatas Lima                                                                                 |
| 2010-11 | Divino Maestro                                                                               | Géminis                                                                                      |
| 2011-12 | Géminis                                                                                      | Univ. San Martín de Porres                                                                   |
| 2012-13 | Univ. César Vallejo                                                                          | Univ. San Martín de Porres                                                                   |
| 2013-14 | Univ. San Martín de Porres                                                                   | Sporting Cristal                                                                             |
| 2014-15 | Univ. San Martín de Porres                                                                   | Géminis                                                                                      |
| 2015-16 | Univ. San Martín de Porres                                                                   | Regatas Lima                                                                                 |
| 2016-17 | Regatas Lima                                                                                 | Univ. San Martín de Porres                                                                   |
| 2017-18 | Univ. San Martín de Porres                                                                   | Jaamsa                                                                                       |
| 2018-19 | Univ. San Martín de Porres                                                                   | Circolo Sportivo Italiano                                                                    |
| 2019-20 | No concluyó debido a la pandemia de Covid-19, en su lugar se jugó la Copa Nacional de Voley. | No concluyó debido a la pandemia de Covid-19, en su lugar se jugó la Copa Nacional de Voley. |
| 2021    | Regatas Lima                                                                                 | Alianza Lima                                                                                 |
| 2022    | Regatas Lima                                                                                 | Alianza Lima                                                                                 |
| 2023    | Regatas Lima                                                                                 | Alianza Lima                                                                                 |
| 2024    | Alianza Lima                                                                                 | Univ. San Martín de Porres                                                                   |
| 2025    | Alianza Lima                                                                                 | Regatas Lima                                                                                 |

### Títulos por equipo
| Equipo                     | Títulos | Subtítulos | Campeonatos Obtenidos                                                     |
| -------------------------- | ------- | ---------- | ------------------------------------------------------------------------- |
| Divino Maestro             | 12      | 1          | 1965, 1966, 1968, 1970, 1971, 1972, 1973, 1975, 1976, 1977, 1978, 2010-11 |
| Deportivo Power            | 11      | 0          | 1980, 1981, 1982, 1983, 1984, 1985, 1986, 1987, 1988, 1989, 1990          |
| Regatas Lima               | 9       | 5          | 1996-97, 2002-03, 2005, 2005-06, 2006-07, 2016-17, 2021, 2022, 2023       |
| Alianza Lima               | 5       | 4          | 1991, 1992, 1993, 2024, 2025                                              |
| Univ. San Martín de Porres | 5       | 4          | 2013-14, 2014-15, 2015-16, 2017-18, 2018-19                               |
| Géminis                    | 3       | 5          | 2007-08, 2009-10, 2011-12                                                 |
| Sipesa Juventus            | 2       | 4          | 1995, 1998-99                                                             |
| ABC San Felipe             | 2       | 1          | 2000, 2001                                                                |
| Circolo Sportivo Italiano  | 2       | 1          | 2003-04, 2008                                                             |
| Bancoper                   | 1       | 2          | 1994                                                                      |
| Deportivo JUCU             | 1       | 1          | 1979                                                                      |
| Univ. César Vallejo        | 1       | 0          | 2012-13                                                                   |
| Latino Amisa               | 0       | 2          |                                                                           |
| Sporting Cristal           | 0       | 1          |                                                                           |

## Participación en torneos internacionales
Los clubes peruanos participan en el Campeonato Sudamericano de Clubes de Voleibol Femenino que es un torneo organizado por la Confederación Sudamericana de Voleibol (CSV). Los únicos equipo peruanos que han logrado ganar torneos internacionales oficiales es Deportivo Power y Sipesa Juventus.
| Equipo                     | Campeón Internacional            | Subcampeón Internacional |
| -------------------------- | -------------------------------- | ------------------------ |
| Deportivo Power            | 5 (1983, 1984, 1986, 1987, 1988) | 2 (1985, 1989)           |
| Sipesa Juventus            | 1 (1995)                         | 1 (1998)                 |
| Alianza Lima               | 0                                | 2 (1994, 2025)           |
| Regatas Lima               | 0                                | 1 (1970)                 |
| Géminis                    | 0                                | 1 (2010)                 |
| Univ. San Martín de Porres | 0                                | 1 (2016)                 |
| Univ. César Vallejo        | 0                                | 1 (2013)                 |
| Bancoper                   | 0                                | 1 (1980)                 |

## Patrocinios
El patrocinador principal es quien determina el nombre comercial de la liga.

### División Superior Nacional de Voleibol (1965 - 2001)
| Patrocinador   | Denominación comercial | Temporada   |
| -------------- | ---------------------- | ----------- |
| Sin patrocinio | Sin denominación       | 1965 - 2001 |

### Liga Nacional Superior de Voleibol Femenino (2002 - 2024)
| Patrocinador   | Denominación comercial | Temporada   |
| -------------- | ---------------------- | ----------- |
| Sin patrocinio | Sin denominación       | 2002 - 2007 |
| Movistar       | LNSVF Copa Movistar    | 2008 - 2018 |
| Apuesta Total  | LNSVF Apuesta Total    | 2022 - 2024 |

### Liga Peruana de Vóley Femenino (2025 - actualidad)
| Patrocinador  | Denominación comercial | Temporada   |
| ------------- | ---------------------- | ----------- |
| Apuesta Total | LPVF Apuesta Total     | 2025 - Act. |

## Derechos de transmisión
Los derechos de transmisión lo tienen las empresas Latina Televisión y Telefónica Media Networks Latin America.
Perú
| Vía                        | Transmisión       |
| -------------------------- | ----------------- |
| Televisión en abierto      | Latina            |
| Televisión por suscripción | Movistar Deportes |
| Streaming                  | Latina TV App     |
| Streaming                  | Movistar TV App   |